# Classe Krivak

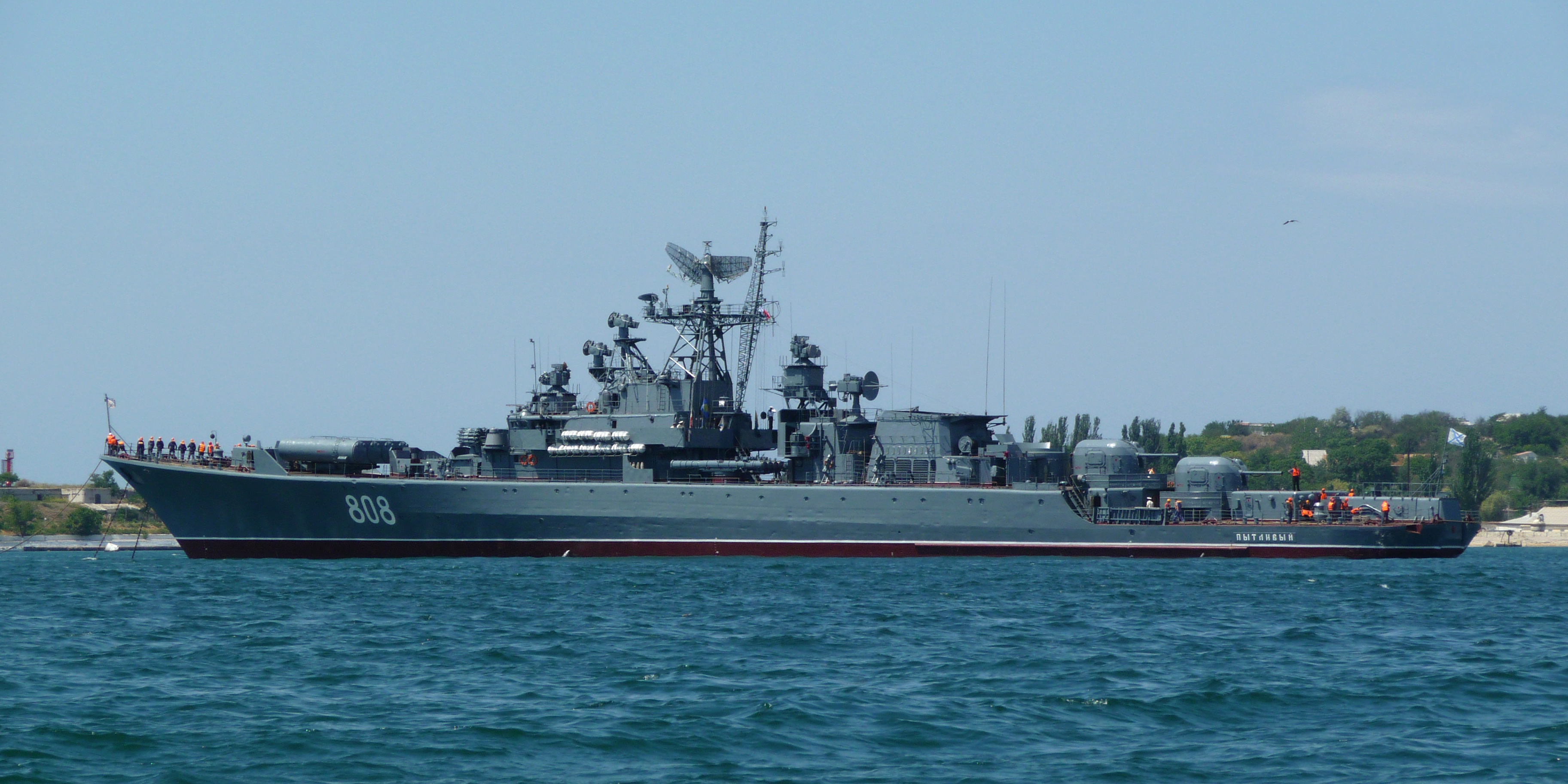
Frégate de classe Krivak II de la Marine russe dans la baie de Sébastopol, 2009.

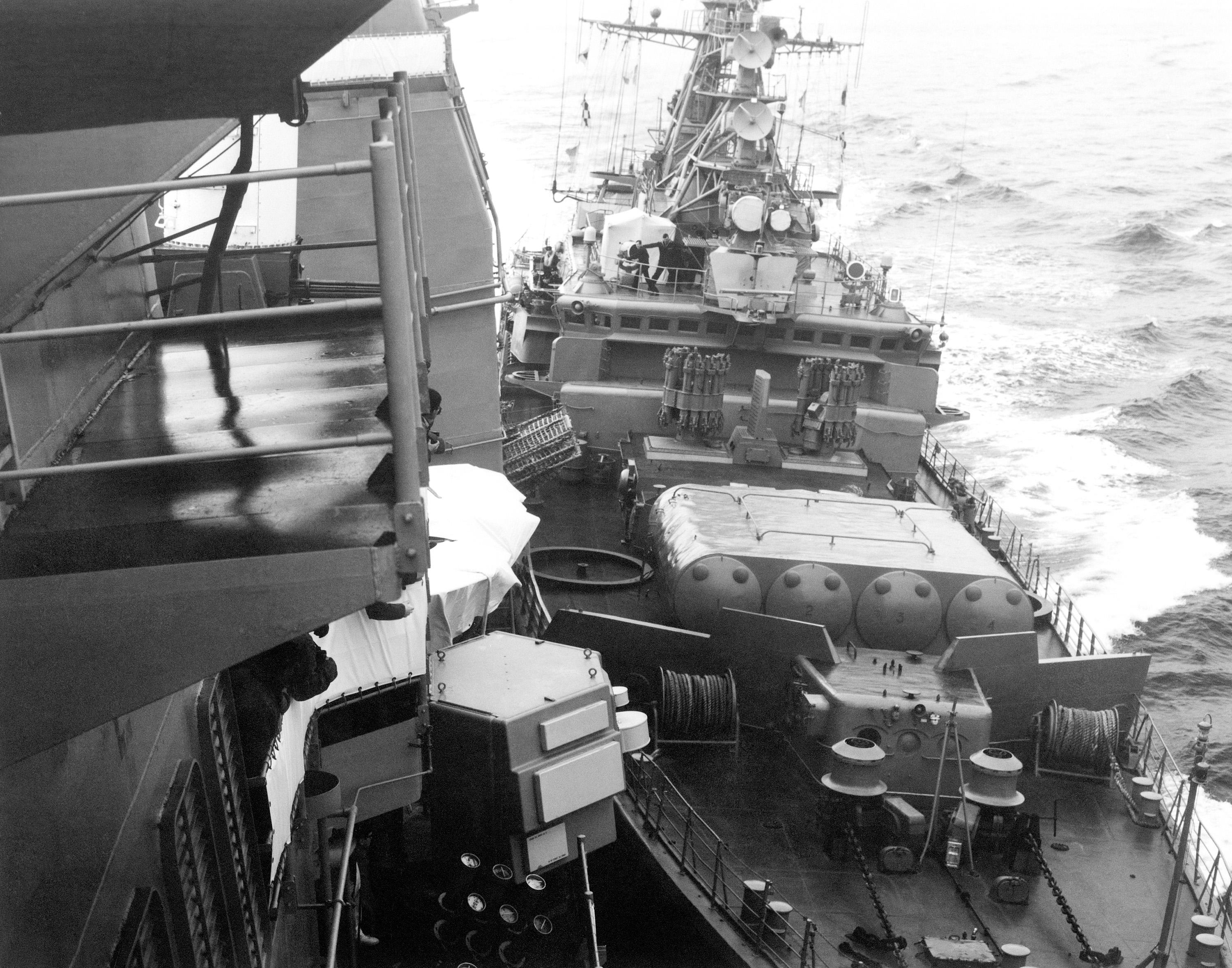
La frégate soviétique Bezzavetny (FFG 811) entrant en collision avec le croiseur de classe Ticonderoga lors de l'incident de la mer Noire de 1988.

La classe Krivak est le code OTAN pour une classe de frégates des années 1970 construites pour la Marine soviétique. Leur désignation soviétique était Projet 1135 Bourevestnik (pétrel-tempête). Il s'agit des premières frégates lance-missiles russes.

## Description
Il en existe plusieurs variantes : Krivak II et Krivak III (1984-90), la dernière, pouvant emporter des hélicoptères Kamov Ka-27, est destinée à équiper les garde-côtes. Elles équipent encore aujourd'hui la Marine russe et deux frégates étaient prévues pour la Marine ukrainienne ; une fut annulée en 1995 et l'autre, la frégate Hetman Sahaydachniy fut en service jusqu'en 2022. D'autres unités, améliorées, ont été vendues à la Marine indienne dans les années 1990 et livrées en 2003-2004, connues sous le nom de classe Talwar.

## Historique

### Mutinerie duStorojevoï
Le 9 novembre 1975, des mutins du Storojevoï se laissèrent entraîner par le commissaire politique Valery Sabline pour prendre le contrôle de la frégate. Ils tentèrent de gagner Leningrad pour y déclencher une révolution communiste antibureaucratique. Rattrapée et bombardée par l'aviation, elle fut contrainte de revenir à Riga, son port de départ, où l'équipage fut jugé.

### Autres incidents notables
Lors de l'incident de 1988, à la suite d'une tentative d'intrusion dans les eaux territoriales soviétiques en vertu du droit de passage innocent (ou inoffensif), la frégate soviétique Bezzavetny (FFG 811) de classe Krivak entre en collision avec le croiseur de classe Ticonderoga USS Yorktown afin de lui faire quitter la zone.

## Variantes
- Krivak I (Burevestnik Project 1135) : escorteur armé d'un système SS-N-14 (4x1, 4 missiles), de 2 systèmes SA-N-4 (2x2, 40 missiles), 4 canons AK-276 (2x2 de calibre 76mm), 2 lance-roquettes RBU-6000 ou missiles 8 SS-N-25 (4x2), 8 tubes lance-torpilles de calibre 533mm (4x2), ainsi que des mines [2]
- Krivak II (Burevestnik Project 1135M) : se différencie de la précédente principalement par une amélioration du radar, un hangar à sonar plus volumineux et le remplacement de l'artillerie de calibre 76mm par des AK-100 de calibre 100mm. Armée d'un système SS-N-14 (4x1, 4 missiles), de 2 systèmes SA-N-4 (2x2, 40 missiles), 2 canons AK-100 (2x1 100mm), 2 lance-roquettes RBU-6000, 8 tubes lance-torpilles de 533mm (4x2), ainsi que des mines[2]
- Krivak III (Burevestnik Project 1135P): escorteur garde-frontière affecté à la Flotte du Pacifique. Initialement servie par le KGB, elles sont ensuite affectées aux garde-frontières du service des frontières du FSB. Elles se différencient par le remplacement du SS-N-14 en plage avant par un canon AK-100 et le remplacement des deux tourelles arrière par un hangar pour hélicoptère (un Kamov Ka-27 Helix). Elle reçoit aussi deux canons multitubes AK-630 et des modifications sur les radars à partir du 3ème produit. Armée d'un système SA-N-4 (2x2, 40 missiles), 1 canon AK-100 (1x1 de calibre 100mm), 2 canons AK-630 (2x1 calibre 30mm), 2 lance-roquette RBU-6000, 8 tubes lance-torpilles de calibre 533mm (4x2), ainsi qu'un hélicoptère Ka-27[2]
- Classe Talwar (Project 1135.6) : amélioration de la classe Kriavk III et adaptée aux besoins indiens notamment par le renforcement et des modifications sur l'armement (voir l'article dédié) [3]
- Classe Amiral Grigorovich (Project 1135.6M) : basée sur la classe Talwar et affectée à la Flotte de la Mer Noire (pour plus de détails lire l'article dédié)[3]